# Olenekiano
| Periodo                                                                                     | Epoca                | Piano          | Età (Ma)        |
| ------------------------------------------------------------------------------------------- | -------------------- | -------------- | --------------- |
| Giurassico                                                                                  | Giurassico inferiore | Hettangiano    | Più recente     |
| Triassico                                                                                   | Triassico superiore  | Retico         | ~205,7          |
| Triassico                                                                                   | Triassico superiore  | Norico         | ~227,3          |
| Triassico                                                                                   | Triassico superiore  | Carnico        | ~237            |
| Triassico                                                                                   | Triassico medio      | Ladinico       | 241,464 ± 0,28  |
| Triassico                                                                                   | Triassico medio      | Anisico        | 246.7           |
| Triassico                                                                                   | Triassico inferiore  | Olenekiano     | 249,9           |
| Triassico                                                                                   | Triassico inferiore  | Induano        | 251,902 ± 0,024 |
| Permiano                                                                                    | Lopingiano           | Changhsingiano | Più antico      |
| Suddivisione del Triassico secondo la Commissione internazionale di stratigrafia dell'IUGS. |                      |                |                 |

Nella scala dei tempi geologici l'Olenekiano è il secondo dei due piani o stadi stratigrafici in cui viene diviso il Triassico Inferiore, la prima epoca del Triassico.
L'Olenekiano va da 249,5 a 245,9 Milioni di anni fa (Ma); è preceduto dall'Induano e seguito dall'Anisico.
Nell'Europa centrale durante l'Olenekiano si ebbe la deposizione dell'unità litostratografica nota come Buntsandstein (in tedesco: arenaria colorata).

Gli Archosauria, un gruppo che comprende coccodrilli, pterosauri e dinosauri (e quindi anche gli uccelli), sono rettili diapsidi che si evolsero in questo tempo a partire da forme ancestrali di Archosauriformes.
In Asia l'Olenekiano è grosso modo coevo con lo stadio regionale Yongningzhenian che viene utilizzato in Cina.

## Etimologia
L'Olenekiano fu introdotto nella letteratura scientifica nel 1956 dagli stratigrafi russi Kiparisova e Popov, che lo denominarono in questo modo dal fiume Olenëk in Siberia.
Prima che questa suddivisione divenisse di uso comune, l'Olenekiano e l'Induano assieme formavano lo stadio Scitico, denominazione che è stata in seguito abbandonata nella suddivisione ufficiale della scala dei tempi geologici.

## Definizioni stratigrafiche e GSSP
La base dell'Olenekiano è posta alla prima comparsa di ammoniti delle specie Hedenstroemia o Meekoceras gracilitatis e dei conodonti Neospathodus waageni.
Il limite superiore è posto in corrispondenza della comparsa dei generi ammonitici Japonites, Paradanubites e Paracrochordiceras e dei conodonti Chiosella timorensis.
L'Olenekiano è talvolta suddiviso nei due sottostadi Smithiano e Spathiano.

### GSSP
Il GSSP, cioè il profilo stratigrafico ufficiale della Commissione Internazionale di Stratigrafia, non è ancora stato definito nel 2009.

## Paleontologia
- Gnathorhizidae
- Archosauria
- Erythrosuchidae
- Proterosuchidae
- Crurotarsi
  - Rauisuchia

### †Archosauromorphi (non-archosauri)
| †Archosauromorpha (Non-archosauria) dell'Olenekiano | †Archosauromorpha (Non-archosauria) dell'Olenekiano | †Archosauromorpha (Non-archosauria) dell'Olenekiano | †Archosauromorpha (Non-archosauria) dell'Olenekiano | †Archosauromorpha (Non-archosauria) dell'Olenekiano |
| Taxa                                                | Presenza                                            | Località                                            | Descrizione                                         | Immagine                                            |
| --------------------------------------------------- | --------------------------------------------------- | --------------------------------------------------- | --------------------------------------------------- | --------------------------------------------------- |
| - Chasmatosuchus                                    |                                                     |                                                     |                                                     |                                                     |
| - Garjainia                                         |                                                     |                                                     |                                                     |                                                     |
| - Sharovipteryx                                     |                                                     |                                                     |                                                     |                                                     |

### †Ichthyosauri
| †Ichthyosauria dell'Olenekiano | †Ichthyosauria dell'Olenekiano | †Ichthyosauria dell'Olenekiano | †Ichthyosauria dell'Olenekiano | †Ichthyosauria dell'Olenekiano |
| Taxa                           | Presenza                       | Località                       | Descrizione                    | Immagine                       |
| ------------------------------ | ------------------------------ | ------------------------------ | ------------------------------ | ------------------------------ |
| - Chaohusaurus                 |                                |                                |                                |                                |
| - Grippia                      |                                |                                |                                |                                |
| - Utatsusaurus                 |                                |                                |                                |                                |

### †Therapsidi (non-mammiferi)
| †Therapsida (Non-mammiferi dell'Olenekiano) | †Therapsida (Non-mammiferi dell'Olenekiano) | †Therapsida (Non-mammiferi dell'Olenekiano) | †Therapsida (Non-mammiferi dell'Olenekiano) | †Therapsida (Non-mammiferi dell'Olenekiano) |
| Taxa                                        | Presenza                                    | Località                                    | Descrizione                                 | Immagine                                    |
| ------------------------------------------- | ------------------------------------------- | ------------------------------------------- | ------------------------------------------- | ------------------------------------------- |
| - Cynognathus                               |                                             |                                             |                                             |                                             |
| - Kannemeyeria                              |                                             |                                             |                                             |                                             |